# Mike Peplowski
Michael Walter Peplowski, detto Mike (Detroit, 15 ottobre 1970), è un ex cestista statunitense, professionista nella NBA e in Spagna.

## Carriera
È stato selezionato dai Sacramento Kings al secondo giro del Draft NBA 1993 (52ª scelta assoluta).
Con gli Stati Uniti ha disputato i Giochi panamericani de L'Avana 1991.

## Palmarès
- Campionato spagnolo: 1

Barcellona: 1994-95